# Kiki Rockwell
Kiki Rockwell est une chanteuse, compositrice et productrice néo-zélandaise. Après avoir commencé sa carrière avec le groupe néo-zélandais The Leers, elle se lance dans une carrière solo en 2021. Ses productions explorent des thèmes féministes, queers, historiques et mythologiques.
Kiki Rockwell utilise, en anglais, les pronoms she/they.

## Biographie
Kiki Rockwell naît à San Francisco, d'une mère thérapeute allemande. Elle grandit entre Bonn et Auckland. Elle commence le piano dans l'enfance et commence à rédiger quelques chansons. Elle développe une fascination pour les contes de fées allemands, assez sombres, que lui raconte sa mère, ainsi que les costumes folkloriques et la fantasy.
Parmi ses modèles, Kiki Rockwell cite Sevdaliza et FKA Twigs. Elle dit également être inspirée par le blues, ainsi que par les figures mythologiques de Circé et Perséphone, à propos de laquelle elle a écrit une chanson.
En plus de ses activités musicales, Kiki Rockwell travaille comme styliste-costumière.

### Carrière musicale
En 2019, Kiki Rockwell compose sa première chanson, après une rupture amoureuse, et apprend à utiliser GarageBand,.
En 2020, elle rejoint le groupe néo-zélandais The Leers, en tant que claviériste, percussionniste et chœur. Elle participe à leur EP The Only Way Out Is In,.
Kiki Rockwell début sa carrière solo en 2021. Son premier single, Left For Dead, sort en octobre 2021. Le clip vidéo, qu'elle réalise elle-même met en scène un univers fantastique, inspiré par le Far West et les jeux vidéo dystopiques.
Son premier EP, Bleeding Out In A Forest, sort en novembre 2021. Il s'intéresse à la mythologie, à la place des femmes dans l'histoire et à celles qui en ont été effacées.
Parmi les chansons de cet EP, son single Same Old Energy traite de sorcellerie, et notamment des notions de contrôle et de peur associée à la période de la chasse aux sorcières. Avec cette chanson, qualifiée de féministe,, Kiki Rockwell exprime souhaiter rendre hommage aux victimes de cette répression,. L'artiste comptabilise, à sa sortie, 3 millions de vues sur la plateforme TikTok. Le clip, réalisé par Oshara Ardelean, est visionné plus de 5 000 fois le jour de sa sortie.
Le clip vidéo de son single Cup Runneth Over sort en septembre 2022. Il met en scène une histoire d'amour queer dans un décor médiéval,. La chanson est qualifiée de féministe par le média NZ Musician. L'épisode « The Battle of the Bastards », de la série télévisée Game of Thrones, est une des sources d'inspiration de ce clip, lui aussi réalisé par Oshara Ardelean.
Son album Eldest Daughter Of An Eldest Daughter, sorti en 2024, mélange folk, électro, indie pop et néo-classique. Parmi les thèmes qu'il explore se trouvent les sorcières, la rage féminine et le féminisme, ainsi que les mythologies européennes,.

## Tournée
Kiki Rockwell prévoit une tournée européenne en 2026, avec plusieurs dates en Allemagne, mais aussi à Vienne, Londres et Prague. Son concert parisien du le 14 avril, initialement prévu à La Machine du Moulin Rouge, se déroulera finalement à l'Élysée Montmartre.